# Il guerriero (romanzo)
Il guerriero è una raccolta di romanzi storici di Simon Scarrow, facente parte di un ciclo ambientato tra il 7 ed il 61 d.C.
Fa parte della serie Warrior e comprende tutti i cinque titoli precedenti, The King in Rome (2022), The Druid's Lair (2022), The War Prince (2022), Brothers of the Sword (2023), Lord of War (2023).
La raccolta è stata pubblicata in Italia nel maggio del 2024 dalla casa editrice Newton Compton.

## Trama

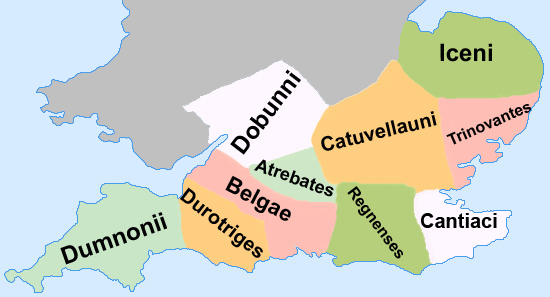
Distribuzione dei popoli britannici durante le vicende narrate da Carataco.

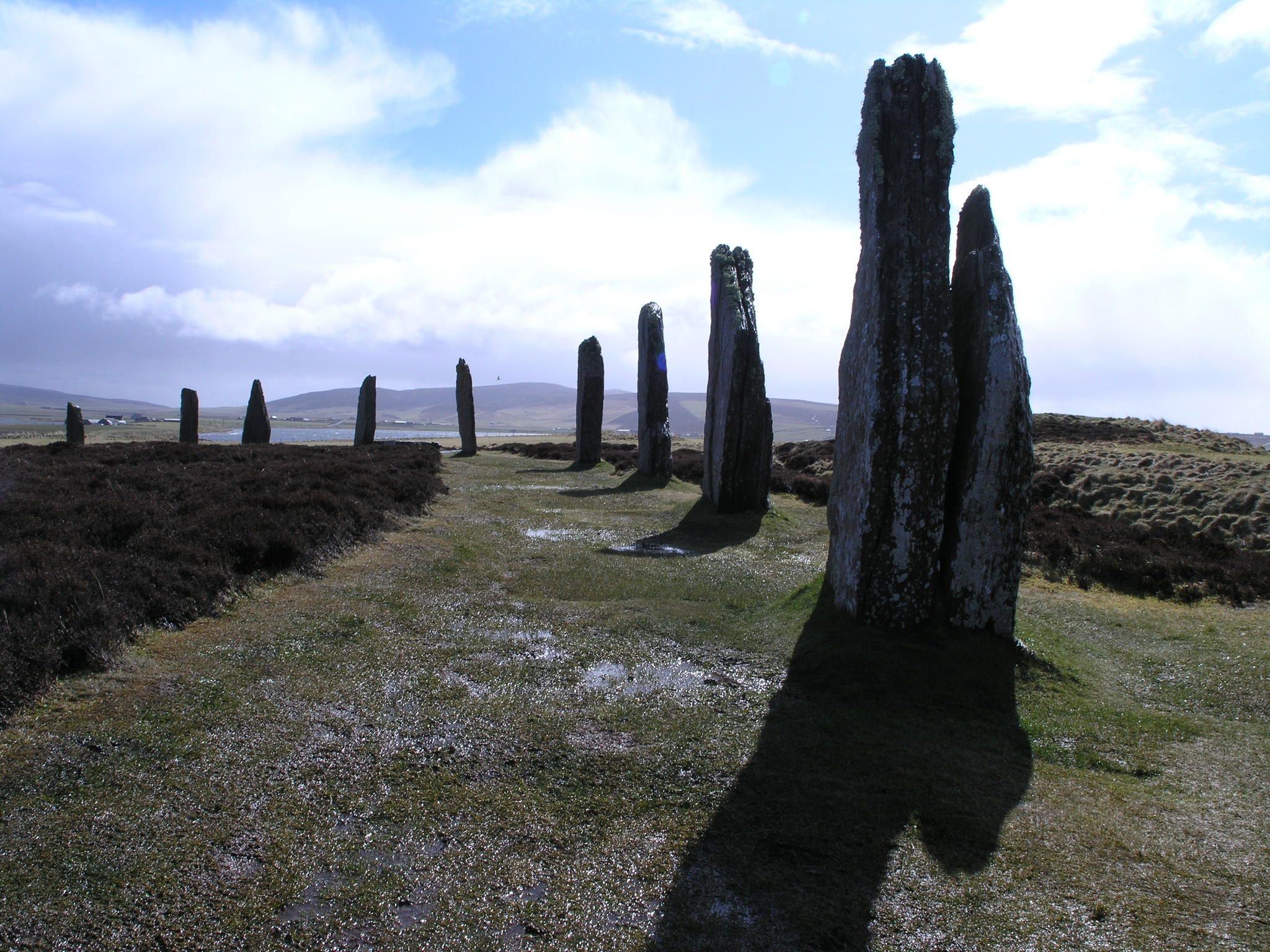
Esempio di henge. Il recinto sacro dei druidi. I Catuvellauni e gli Atrebati si riuniscono in un recinto similare per ottenere la mediazione dei druidi sulla loro disputa.

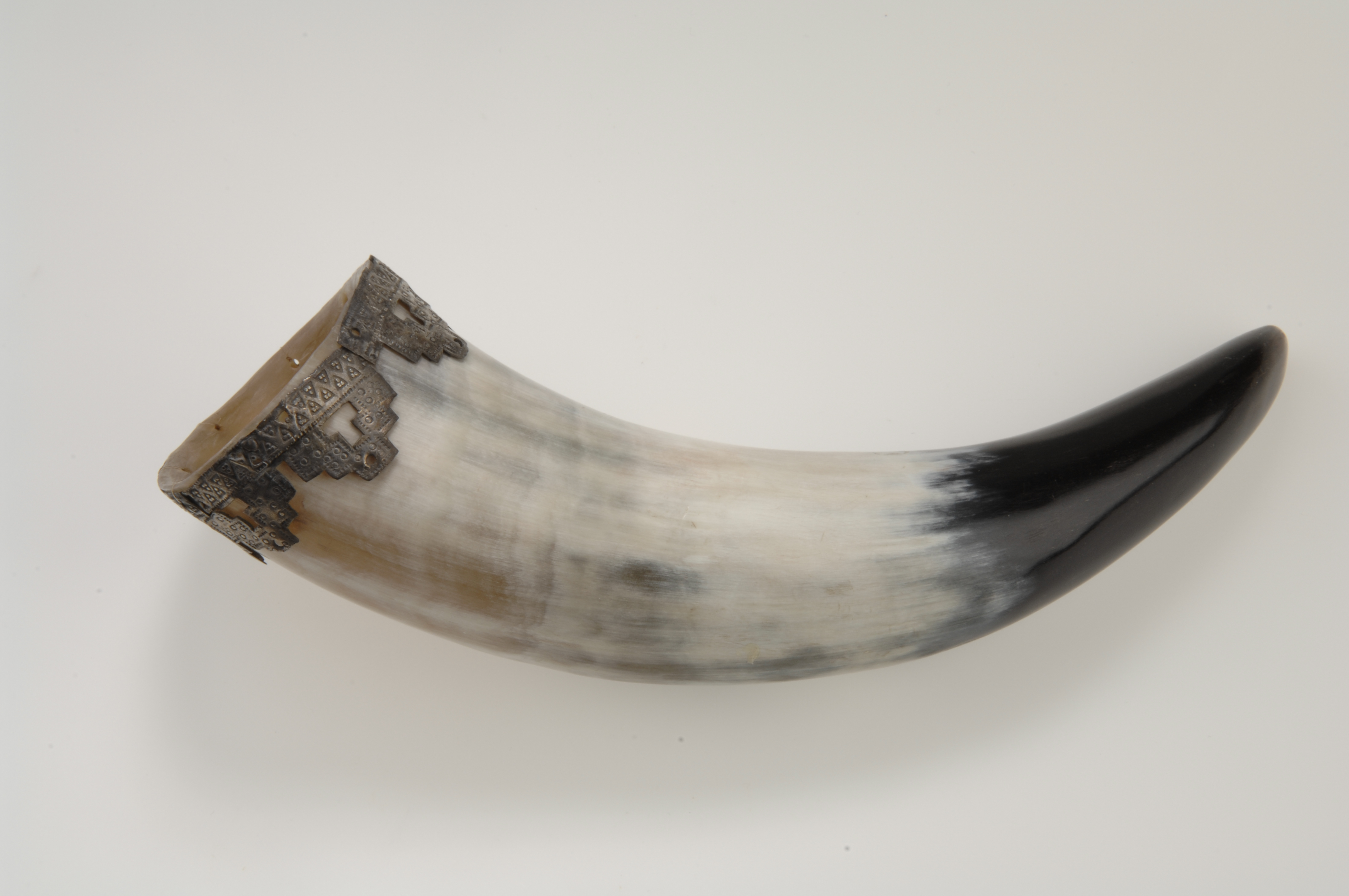
Un corno potorio. Mardicca lo utilizza per bere la birra durante il banchetto in cui conosce Carataco.

Nel 61 d.C., ottavo anno del regno dell'Imperatore Nerone, lo storico alle prime armi Caio Placonio Felicito è alla ricerca di ispirazione per il suo lavoro. Durante un banchetto organizzato dall'imperatore per celebrare la notizia della sconfitta di Boudicca, che si era messa a capo di una rivolta che aveva infiammato gran parte della provincia di Britannia, rimane colpito da uno degli ospiti. Carataco, l'ex re dei britanni Catuvellauni ed ora in esilio a Roma come prigioniero di guerra, riesce a sconfiggere in un duello un giovane patrizio molto più prestante di lui. Folgorato dal carisma di Carataco, Placonio decide che ne scriverà la biografia, e dopo essere riuscito ad incontrarlo riesce ad ottenere il suo consenso ma a patto che la biografia venga pubblicata postuma.
Quindi Placonio comincia ad incontrare quotidianamente Carataco che gli racconta la sua storia. Nasce a Verlamion nel 7 d.C., secondogenito di Cunobelino, re dei Catuvellauni, e dopo un'infanzia felice passata con i fratelli e seguendo gli insegnamenti del druido Bladoco, e la formazione militare dello zio Epaticco, viene inviato dal padre nella lontana terra dei Siluri per completare la sua formazione presso i druidi ed in particolare nel loro santuario a Merladon. Dopo un primo periodo di ambientamento Carataco comincia a spiccare e diviene uno degli adepti più promettenti tanto da accedere dopo poco tempo al difficile livello di iniziato del primo cerchio.
Dopo circa otto anni di formazione presso i druidi, Carataco viene richiamato a Camulodunum, la capitale dei Catuvellauni, per essere di supporto nell'imminente scontro con gli Atrebati. Giunto nella capitale Carataco ritrova i suoi fratelli, Adminio che essendo il primogenito ha assunto atteggiamenti da predestinato al comando ed è affascinato dalla cultura romana tanto da utilizzarne l'abbigliamento, e  Togodumno che è divenuto un possente e formidabile guerriero dopo anni di addestramento nel combattimento. Durante un banchetto organizzato in onore di Carataco questi incontra una bellissima e solitaria ragazza, Mardicca, e ne rimane affascinato.
Carataco viene messo al corrente della grave situazione che rischia di sfociare in una guerra con gli Atrebati, in quanto questi ultimi hanno occupato la città commerciale di Lhandain e hanno scacciato tutti i catuvellauni. Per evitare la guerra Cunobelino ha chiesto ai druidi di fare da arbitri e decidere quale delle due parti ha ragione sulla disputa territoriale. Il consiglio dei druidi quindi convoca le parti presso l'henge, il recinto sacro, di Senomagus.
Durante il consiglio si percepisce che la maggioranza dei druidi parteggiano per gli Atrebati ed infatti al voto finale oltre due terzi di questi vota a favore di Verica e gli Atrebati. Durante gli attimi concitati in cui lo stupore pervade la parte catuvellana del consesso, Bladoco denuncia di aver subito un tentativo di corruzione, ed aprendo in pubblico le borse della cavalcatura del sommo druido ne fa uscire una ingente quantità di monete d'argento romane. Ne segue un parapiglia generale dove alle accuse di tradimento da parte degli uomini di Cunobelino si sovrappongono le accuse di messinscena degli atrebati e contemporaneamente il consesso dei druidi è diviso tra gli scandalizzati e chi tenta di darsela a gambe. Inevitabilmente si mettono le mani alle armi e scoppia una furiosa zuffa che diviene una vera e propria battaglia. Gli uomini di Cunobellino hanno la peggio perdendo oltre la metà degli uomini oltre a numerosissimi feriti. Grazie anche alla prontezza di azione di Carataco e del fratello Togodumno i superstiti dei catuvellauni riesce a mettersi in salvo ed a ritornare a Camulodunum. Ormai i due popoli sono in guerra e si deve decidere solo con quale tattica affrontare il nemico.
Come tattica viene scelta quella di organizzare una banda di incursori che, travestiti da Siluri, aggireranno i territori atrebati per saccheggiare i depositi di grano dei Regnensi. Lo scopo è quello di costringere gli Atrebati ad inviare truppe a presidiare il territorio dei Regnensi, per fare in modo che Cunobellino possa marciare su Lhandain senza rischiare di trovarsi in inferiorità numerica. E' Carataco stesso ad escogitare il piano e si mette a capo della banda di guerrieri, che gli vengono assegnati dal padre in numero di cinquanta ma mantenendo segreto lo scopo della missione con il resto dell'entourage. Carataco quindi comincia per alcuni mesi a mettere in scacco il territorio dei Regnensi saccheggiando decine di villaggi e bruciandone le scorte di grano. Il piano fila liscio fino a quando, come tra l'altro voluto, cominciano a comparire i primi distaccamenti di atrebati a protezione dei villaggi. La banda di Carataco comincia a non trovare più villaggi da saccheggiare, in quanto fortemente presidiati, ed in uno di questi, dove si stanno realizzando addirittura opere di fortificazione, avvista un centurione romano, segnale che Verica ha chiesto supporto ai romani. Quando ormai Carataco sta per decidere se cambiare zona da saccheggiare il loro rifugio viene scoperto e viene bersagliato da formidabili arcieri che annientano molti dei suoi uomini. Ne segue uno scontro dove nonostante gli uomini di Carataco vendano cara la pelle ne muoiono oltre la metà, i rimanenti sono costretti a fuggire e per molti giorni, cambiando anche spesso direzione, intraprendono una disperata fuga sempre braccati dagli atrebati, e solo in sette riusciranno alla fine a raggiungere l'accampamento di Cunobellino che frattanto sta per assaltare le truppe atrebate presso Lhandain. Durante la fuga Carataco scopre che è stato tradito e che anche nel seguito di suo padre si nasconde un informatore di Verica, tanto che l'assalto di Cunobellino si sta per trasformare in un disastro avendo questi nascosto alcuni uomini nei boschi ed in attesa dell'arrivo di truppe degli alleati Durotrigi per sopperire a quelle sparse nel territorio dei Regnensi.
Carataco consiglia al padre la tattica da utilizzare per avere la meglio su Verica e nuovamente risulterà vincente. Togodumno con un gruppo di incursori aggira le linee atrebate e incendia il ponte che da Lhandain valica il Tamesis, nel frattempo Cunobellino fa avanzare le sue truppe, con l'ala destra fortemente rinforzata per fronteggiare l'assalto degli atrebati celati nei boschi. Gli alleati Dobunni che stanno per unirsi a Cunobellino avanzeranno con le insegne dei Durotrigi. L'azione diversiva di Togodumno ha successo mandando in panico le retrovie degli atrebati, l'assalto con imboscata dai boschi si infrange miseramente contro un fronte fortemente pronto ed irrubostito e nel momento in cui i due eserciti vengono in contatto sopraggiungono i Dumnoni che con le insegne mascherate vengono scambiati per Durotrigi da Verica generando alla scoperta del tranello l'implosione delle linee atrebate. Verica riesce a sfuggire con pochi uomini mentre quasi tutto l'esercito atrebate viene annientato. Lhandain viene quindi riconquistata e per riconoscenza Cunobellino nomina Carataco comandante in capo degli eserciti catuvellanei con il titolo di signore della guerra.

## Personaggi
- Carataco: re dei Catuvellauni.
- Caio Placonio Felicito: storico.
- Nerone: Imperatore Romano dal 54 d.C.
- Mardicca: moglie di Carataco.
- Decio Spurinno Tusco: storico caduto in disgrazia.
- Aelia: moglie di Caio Placonio Felicito.
- Lugnus: proprietario della taverna Cinghiale ubriaco.
- Vulcaio Ararico: ex centurione anziano della Ventesima Legione.
- Marco Cominio Largo: storico popolare.
- Marco Lucrezio: figlio del senatore Marco Lucrezio Saper.
- Sesto Afranio Burro: comandante della guardia pretoriana.
- Lucio: figlio di Aelia e Caio Placonio Felicito.
- Salidus: figlio di Carataco.
- Davos: portiere e servitore di Carataco.
- Spittara: gladiatore in pensione.
- Cunobelino: re dei Catuvellauni e padre di Carataco.
- Adminio: figlio primogenito di Cunobelino e fratello maggiore di Carataco.

- Togodumno: figlio di Cunobelino e fratello minore di Carataco.
- Epaticco: fratello minore di Cunobelino e zio di Carataco.
- Bellocatus: comandante di una banda di guerrieri catuvellauni.
- Parvilio: comandante della guardia del corpo reale.
- Maridio: figlio di Cunobelino e fratello minore di Carataco.
- Vodenio: figlio di Cunobelino e fratello minore di Carataco.
- Dubnocatus: giovane guerriero.
- Garmano: membro della guardia del corpo reale.
- Maglocunus: guerriero veterano.
- Baloras: anziano della tribù.
- Trenico: anziano della tribù.
- Verica: re degli Atrebati
- Moricanus: principe e cugino di Trigomaris
- Eppillo: fratello di Verica.
- Eboricus: studente druido e nipote di Verica.
- Vortagus: capo di Merladion.
- Mendax: comandante della guardia del corpo di Vortagus.

- Antedio: re dei Dobunni.
- Sediacus: studente druido e nipote di Antedio.
- Lugovesus: guerriero e gran bevitore.
- Vassedo: abile cacciatore e esploratore.
- Oreno: anziano nobile dei Trinovanti.
- Dubnovellauno: ex re dei Trinovanti.
- Bladoco: druido, mentore di Carataco.
- Brigos: compagno di allenamento di Carataco.
- Lugracus: sommo druido dei siluri, custode del tempio dei dodici teschi.
- Nemobnus: guida regnense in esilio.
- Segorix: druido anziano di Merladion.
- Tejanus: gladiatore in pensione, guardia del corpo di Adminio.
- Cadrus: studente druido a Merladion.
- Trigomaris: ex sovrano di Lhandain.
- Vegorix: amico di Eboricus.
- Durrus: amico di Eboricus.
- Bogiodubnus: re dei Durotrigi.
- Tingetus: re dei Regnensi.

## Edizioni
- Simon Scarrow, Il guerriero, traduzione di Donatella Semproni, collana Nuova Narrativa Newton, Newton Compton, 14 maggio 2024,  p. 384, ISBN 978-88-227-8370-7.

## Analisi
- Per realizzare questo romanzo, e quindi anche per tutta la serie Warrior, Scarrow si è avvalso della collaborazione di T. J. Andrews.